# Alice (nome)
Alice  è un nome proprio di persona italiano femminile.

## Varianti
- Femminili: Alicia[3]
  - Ipocoristici: Ali
- Maschili: Alicio[3]

### Varianti in altre lingue
- Bosniaco: Alisa[2]
- Catalano: Alícia[2]
- Ceco: Alice[2]
- Danese: Alice[2]
- Finlandese: Aliisa[2], Alisa[2]
  - Ipocoristici: Alli[2]
- Francese: Alice[2][4], Alicia[2], Alix[2]
  - Alterati: Alison[2]
  - Francese antico: Aalis[1][2], Aalais[1], Alis[1], Aliz[5], Alais[1]
- Gallese: Alis[2], Alys[4]
- Georgiano: ალისა (Alisa)[2]
- Greco moderno: Αλίκη (Alikī)[2]
  - Ipocoristici: Κική (Kikī)[2]
- Inglese: Alice[2][4], Alyce[2], Alycia[2], Alicia[2], Alecia[2], Alesha[2], Alisha[2][4], Alesia[2], Alease[2], Alise[2], Alyssa[2][4], Alissa[2][4], Alisa[4], Alys[2][4], Alysa[2], Alyse[2], Alysia[2], Alysha[2]
  - Ipocoristici: Ali[2][4], Allie[2], Ally[2], Lisha[2]
- Irlandese: Ailís[2][4], Ailish[2]
- Latino: Alicia[4]
- Lettone: Alise[2]
- Norvegese: Alice[2]
- Olandese: Alice[2]
- Polacco: Alicja[2]
- Portoghese: Alice[2], Alícia[2]
- Russo: Алиса (Alisa)[2]
- Scozzese: Aileas[2], Ailis[2]
- Slovacco: Alica[2]
- Spagnolo: Alicia[2][4]
- Svedese: Alice[2], Alicia[2]
- Tedesco: Alice[2]
- Ucraino: Аліса (Alisa)[2]
- Ungherese: Aliz[2], Alíz[2]

## Origine e diffusione

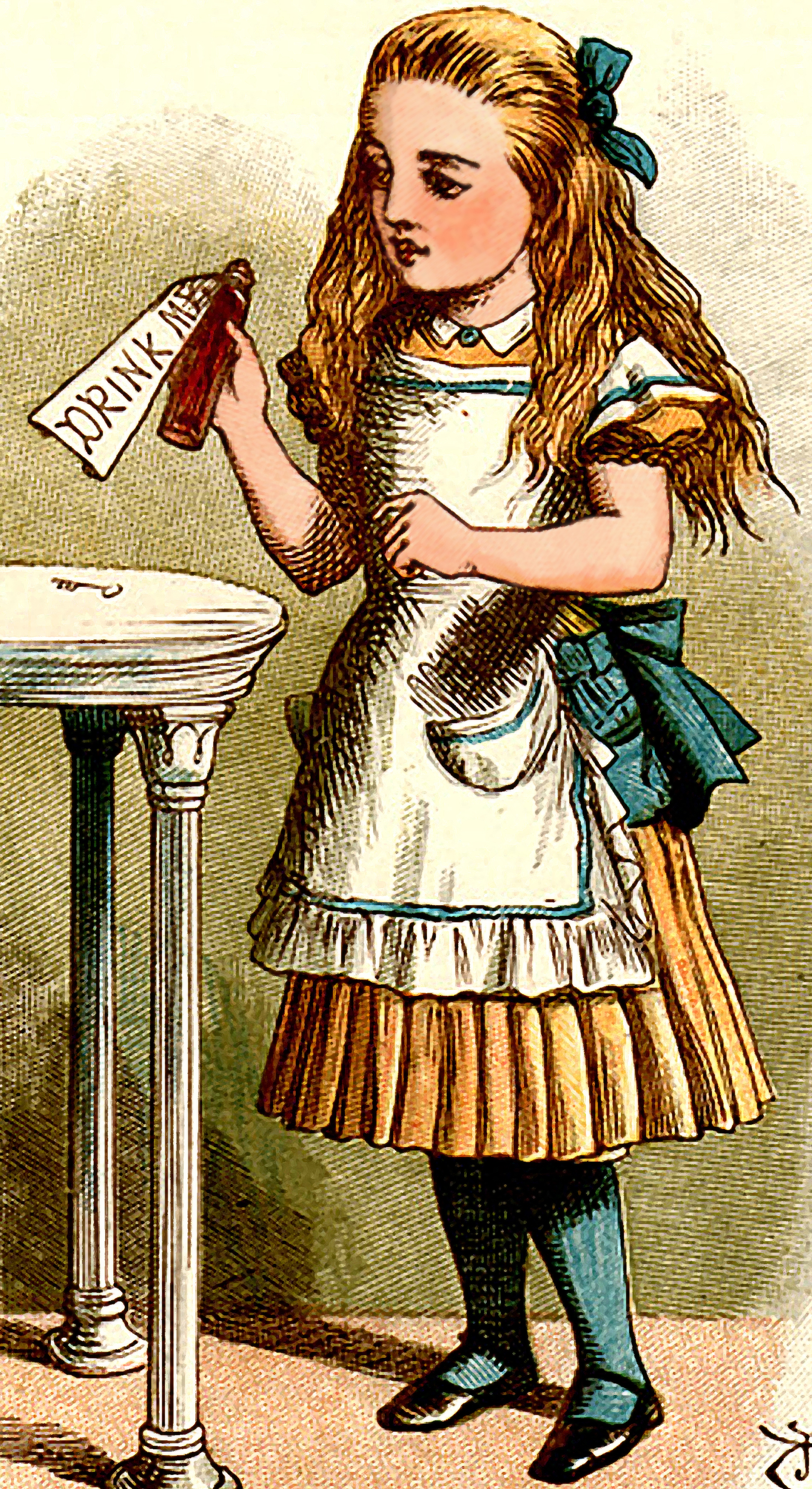
Alice, la protagonista di Le avventure di Alice nel Paese delle Meraviglie, da un'edizione del 1889

Deriva da Aalis o Aalais, un adattamento francese antico del nome germanico Adalhaid, ossia Adelaide; questo personale, semplificato poi in Alis o Alais e latinizzato in Alicia, venne portato in Inghilterra dai Normanni nella forma Alice, che anche in Francia andò con il tempo a sostituire le altre grafie. In entrambi i paesi il nome, reso celebre dalla figura della belle Aalis presente in alcuni romanzi medievali, godette di ampia diffusione dal XII secolo (sono documentate anche diverse figure storiche, come Alice di Borgogna e Alice di Monferrato), per poi cadere in disuso a partire dal Cinquecento.
Venne riportato in voga oltremanica nell'Ottocento grazie a varie opere letterarie: una prima spinta venne dalla ballata Alice Brand contenuta ne La donna del lago di Scott (1810) e poi da Alice; or, The Mysteries di Bulwer-Lytton (1838). È però con Le avventure di Alice nel Paese delle Meraviglie di Carroll (1865) e il suo seguito Attraverso lo specchio e quel che Alice vi trovò (1871) che il nome fa veramente la sua nuova entrata in scena; la sua popolarità aumentò ancora nel 1843, quando la regina Vittoria battezzò così sua figlia, la principessa Alice e poi nel 1951, quando uscì nelle sale il celebre film d'animazione Disney Alice nel Paese delle Meraviglie, tratto dal romanzo di Carroll. Negli Stati Uniti Alice rimase fra i venti nomi più popolari per le neonate dal 1880 al 1920 e a fine anni cinquanta risultava il quattordicesimo nome più comune in assoluto tra la popolazione femminile del paese.
In Italia è assente nel prontuario onomastico di Claudio Ermanno Ferrari del 1826 ed è infatti nome di introduzione più recente, giunto probabilmente dalla Francia, che a sua volta l'aveva tratto dall'Inghilterra. Ha avuto però una rapidissima diffusione e negli anni settanta era attestato con oltre venticinquemila occorrenze, perlopiù al Nord e al Centro; secondo l'ISTAT è stato uno dei dieci nomi più attribuiti alle nuove nate dal 2000 al 2020.

## Onomastico
Non vi sono sante che hanno portato precisamente questo nome (una santa che alcuni calendari pongono in data 23 o 24 giugno in realtà non esiste); l'onomastico si può festeggiare in memoria di altre donne che, nei repertori agiografici moderni, sono note anche come "Alice", che però si chiamavano in realtà in altro modo (in genere Adelaide); fra queste:
- 5 febbraio, santa Adelaide, badessa del monastero di Vilich presso Colonia[8][9]
- 4 aprile, santa Aleth o Aletta, madre di Bernardo di Chiaravalle[8]
- 11 giugno, santa Aleide di Schaerbeek, mistica[8][10]
- 16 dicembre, santa Adelaide di Borgogna, imperatrice[8]

Inoltre si ricordano due beate:
- 9 gennaio, beata Alix Le Clerc, cofondatrice delle canonichesse di Sant'Agostino della Congregazione di Nostra Signora[8][11]
- 11 novembre, beata Alice Kotowska, professa della congregazione delle Suore della Risurrezione di Nostro Signore Gesù Cristo, martire della persecuzione in Polonia[8][12]

## Persone
- Alice, cantante italiana

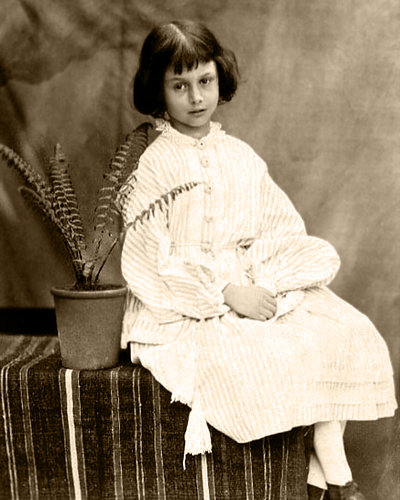
Alice Liddell

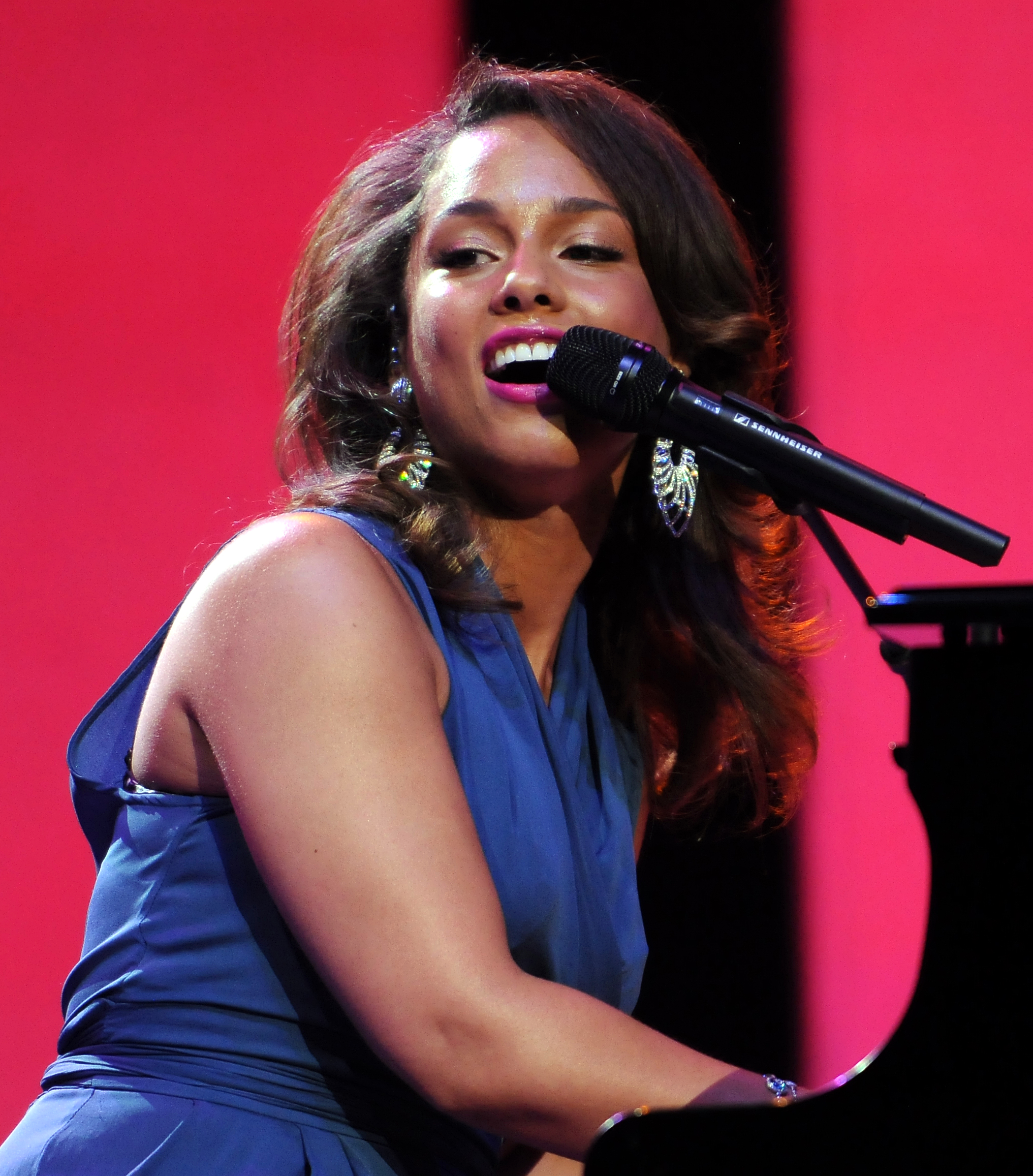
Alicia Keys

- Alice di Sassonia-Coburgo-Gotha, granduchessa d'Assia e del Reno
- Alice Auma, politica ugandese
- Alice Braga, attrice brasiliana
- Alice Brown, scrittrice e poetessa statunitense
- Alice Dunbar Nelson, poetessa e giornalista statunitense
- Alice Faye, attrice e cantante statunitense
- Alice Guy, regista e produttrice cinematografica francese
- Alice Joyce, attrice statunitense
- Alice Kessler, ballerina e cantante tedesca
- Alice Krige, attrice sudafricana
- Alice Liddell, donna britannica che da cui prende il nome il personaggio di Alice nel Paese delle Meraviglie
- Alice Miller, psicologa, psicoanalista e saggista svizzera
- Alice Munro, scrittrice canadese
- Alice Prin, modella, attrice e scrittrice francese
- Alice Toklas, scrittrice statunitense
- Alice Walker, scrittrice statunitense

### Variante Alicia

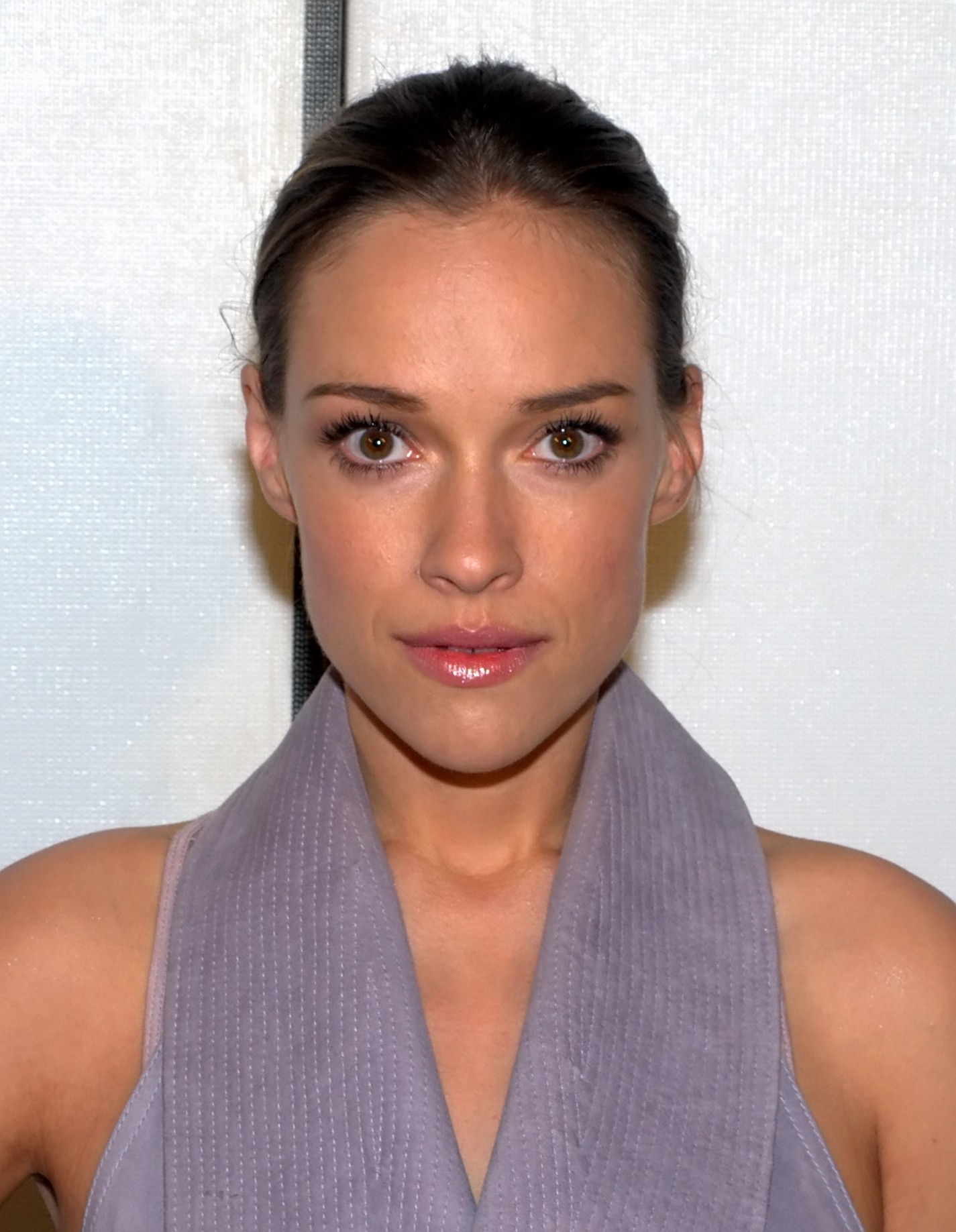
Alicja Bachleda

- Alicia Alonso, ballerina e coreografa cubana
- Alicia Borrachero, attrice spagnola
- Alicia de Larrocha, pianista spagnola
- Alicia Giménez Bartlett, scrittrice spagnola
- Alicia Keys, cantautrice, musicista e attrice statunitense
- Alicia Molik, tennista australiana
- Alicia Rhett, attrice e pittrice statunitense
- Alicia Sacramone, ginnasta statunitense
- Alicia Silverstone, attrice statunitense
- Alicia Vikander, attrice svedese
- Alicia Witt, attrice, cantante e pianista statunitense

### Altre varianti femminili
- Alicja Bachleda, attrice e cantante polacca
- Alycia Debnam-Carey, attrice australiana
- Alisha Glass, pallavolista statunitense
- Alisa Klejbanova, tennista russa
- Alyssa Milano, attrice, cantante e stilista statunitense
- Alyssa Naeher, calciatrice statunitense
- Alyssa Thomas, cestista statunitense
- Alisha Weir, attrice irlandese

## Il nome nelle arti

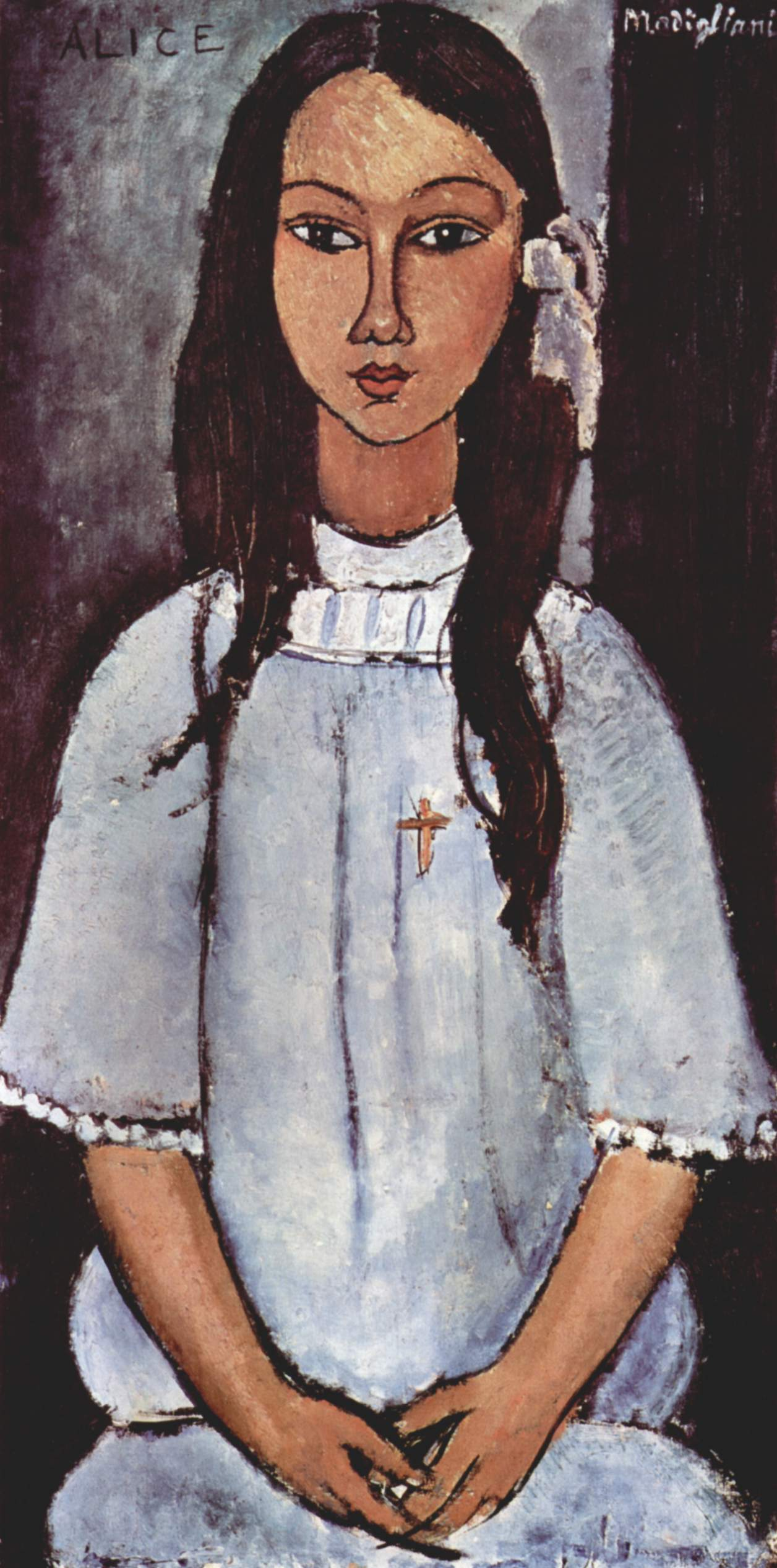
Alice, di Amedeo Modigliani

### Letteratura
- Alice è la protagonista dei romanzi di Lewis Carroll Le avventure di Alice nel Paese delle Meraviglie e Attraverso lo specchio e quel che Alice vi trovò e di tutte le numerose opere da essi tratte.
- Alice Paciock e Alicia Spinnet sono personaggi della saga di Harry Potter scritta da J. K. Rowling.

### Musica
- Alice's Restaurant è il titolo di una canzone del 1967 di Arlo Guthrie e del successivo omonimo film di Arthur Penn.
- Alice è una canzone del 1973 di Francesco De Gregori pubblicata nell'album Alice non lo sa.
- Alice è il titolo di un album dei Perigeo Special, pubblicato nel 1980.
- Alice è un album della cantautrice italiana Alice, pubblicato nel 1981.
- Alice è un brano musicale della cantautrice canadese Avril Lavigne, pubblicato nel 2010.
- Alice e il blu è un brano musicale del 2013 della cantautrice Annalisa.

### Cinema
- Alice nelle città è un film del 1974 diretto da Wim Wenders.
- Alice è un film del 1977 diretto da Claude Chabrol.
- Alice è un film del 1990 diretto da Woody Allen.
- Stasera a casa di Alice è un film del 1990 diretto da Carlo Verdone.
- Alice è un film del 2010 diretto da Oreste Crisostomi.

### Fumetti e animazioni
- Alice è un personaggio della serie a fumetti Lupo Alberto.
- Alix Harrower, più nota come Bulleteer, personaggio dei fumetti DC Comics.
- Alice McCoy è un personaggio della serie animata Digimon.
- Alice Gehabich è un personaggio dell'anime Bakugan - Battle Brawlers.
- Alicia è un personaggio del manga Claymore.
- Alice è un personaggio della serie Pokémon.

## Curiosità
- Alice è un nome che viene comunemente usato in crittografia per creare esempi di sistemi di telecomunicazione.